# Венцеслав Янков
Венцеслав Янков е български пианист и музикален педагог.

## Биография
Роден е на 24 март 1926 година в София. Учи пиано при Панка Пелишек. От дете проявява голям талант в свиренето с този инструмент. През 1936 година завършва средния отдел на Държавната музикална академия. На следващата година заминава за специализация в Берлин. През 1942 година завършва местната музикална академия, където е възпитаник на Карл Мартинсен. От 1942 до 1943 година работи съвместно с пианиста Вилхелм Кемпф.
През 1946 година се установява в Париж. Там продължава обучението си при Маргарит Лонг. През 1949 година спечелва първа награда от международния конкурс на името на Маргарит Лонг и Жак Тибо. От същата година извършва концертираща дейност в Европа, Африка, Австралия, двета Америки и Нова Зеландия.
Извършва педагогическа дейност в Париж. Преподава в Националната висша музикална консерватория в града. От 1960 година е професор в частната консерватория „Маргарит Лонг“.
През 2002 година е награден с орден „Стара планина“, първа степен.